# 能量分析

差分功率分析示意图

能量分析（Power analysis）也翻译为功耗分析，在密码学中是一种旁路攻击手段。在芯片工作状态下，探测芯片电力消耗，将加密过程中电路能量消耗与操作数关联，用统计方法来获取密钥信息的一种攻击方法。
简单能量分析（Simple power analysis）涉及视觉解释功率曲线或随时间变化的电气活动图。差分能量分析（Differential power analysis）是更高级的功耗分析形式，它可以让攻击者通过对从多个加密操作收集的数据进行统计分析来计算加密计算中的中间值。简单能量分析和差分能量分析于1998年由Paul Kocher、Joshua Jaffe和Benjamin Jun介绍给开放密码学界。